# Mouseland

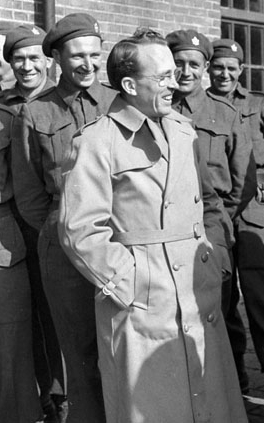
TC. Douglas

Mouseland est une histoire écrite par l'homme politique canadien Clarence Gillis et racontée en 1961 sur les ondes de la CBC par son ami Tommy Douglas, chef de la Fédération du Commonwealth coopératif (FCC), devenu depuis le Nouveau Parti démocratique du Canada. Il s'agit d'une fable politique exprimant l'opinion du FCC selon laquelle le système politique canadien est vicié en offrant aux électeurs un faux dilemme : le choix de deux partis, dont aucun des deux ne représenterait leurs intérêts.

## Résumé de l'histoire
Dans le monde des souris, celles-ci ont voté pour les chats noirs pour les représenter. Les chats noirs symbolisent alors le Parti progressiste-conservateur. Mais les chats noirs ne font rien pour les souris. Au contraire, ils défendent plutôt les intérêts des chats. Ils ont notamment voté une loi pour que les entrées des souricières soient suffisamment grandes pour que les chats puissent y mettre une patte. Aux élections suivantes, les souris votent alors pour les chats blancs, qui symbolisent le Parti libéral. Ceux-ci légifèrent afin de ne plus faire des souricières arrondies mais carrées, permettant aux chats d'y glisser deux pattes. D'autre chats se présentent aux élections, dont des chats blancs et noirs, des chats parlant comme les souris, etc. Une souris propose alors que les souris devraient gérer leur gouvernement à la place des chats. Cette souris est accusée d'être communiste et elle est emprisonnée. Cependant, le discours conclut en disant que vous pouvez emprisonner une souris ou une personne, mais vous ne pouvez pas emprisonner une idée.

## Postérité
Des années plus tard, le petit fils de Tommy Douglas, l'acteur Kiefer Sutherland, fait l'introduction d'un dessin animé avec en bande sonore le discours de son grand-père. En 2006, Brad Wall, chef du parti de la Saskatchewan, le parti d'opposition en Saskatchewan, a parodié Mouseland, un lieu où les souris gouvernent comme des créatures destructrices, pour critiquer le Nouveau parti démocrate de la Saskatchewan. 
Une variante de Mouseland est racontée dans le roman de Douglas Adams Salut, et encore merci pour le poisson, impliquant une démocratie où les gens votent pour les lézards en tant que chefs. Personne n'est satisfait de cette situation, à l'exception des lézards, mais les gens continuent à voter pour les lézards parce que s'ils ne votent pas pour un lézard, le mauvais lézard pourrait arriver au pouvoir.

## Sources
- (en) Cet article est partiellement ou en totalité issu de l’article de Wikipédia en anglais intitulé « Mouseland » (voir la liste des auteurs).